# Argyrolobium ramosissimum
Argyrolobium ramosissimum är en ärtväxtart som beskrevs av John Gilbert Baker. Argyrolobium ramosissimum ingår i släktet Argyrolobium och familjen ärtväxter. Inga underarter finns listade i Catalogue of Life.